# Radiohead: The Best Of
Radiohead: The Best Of é o primeiro greatest hits ao estilo de coletânea musical da banda de rock alternativo britânico Radiohead, lançado a 2 de junho de 2008. O álbum apresenta singles, canções dos álbuns e apenas um B-side da banda, lançado de 1993 a 2003. O primeiro disco, também disponível separadamente, compreende a maiorias dos hits de sucesso da banda nas paradas musicais, enquanto o segundo disco concentra-se com menos singles bem sucedidos comercialmente e outras canções. Todo o material em ambos os discos tinham sido previamente lançados. Os encartes para a compilação foram escritos pelo jornalista de música britânico Chris Salmon. Simultaneamente a coletânea, foi lançado um álbum de vídeo de mesmo nome, apresentando 21 vídeos musicais, dos quais nove foram lançados em DVD pela primeira vez. A compilação estreou na posição de número #4 nas paradas musicais do Reino Unido, e recepção crítica à compilação, foi no geral, positivo.
Esta é o primeiro greatest hits de Radiohead, porém, ainda não tinha sido sancionada pela banda; foi preparado pela EMI, após o término do contrato da banda com a gravadora, e os membros do grupo não participaram das escolhas das canções. No entanto, de acordo com as entrevistas, a banda teve bastante participação através da carreira de seus singles, que foram posteriormente incluídos na coletânea. Algumas canções que não eram singles que permanecem regularmente nos setlists dos concertos da banda, também foram incluídos, como a canção "Idioteque" e "Everything in Its Right Place", ambos do álbum Kid A (2000), seu único álbum sem singles, até The King of Limbs (2011).
Os membros da banda têm expressado sua desaprovação da compilação devido à miscelânea de sequenciamento de faixas; a banda mais uma vez declarou em uma entrevista em 2003, que nunca iria lançar uma coletânea Radiohead: The Best Of, sendo preparado logo depois da não renovação de seu cotrato com a gravadora. Em 2008, o cantor Thom Yorke afirmou: "Nós realmente não tivemos tido sucessos. Então, qual exatamente é o objetivo? Não há nada que possamos fazer sobre isso. O trabalho é realmente é de propriedade pública de qualquer maneira... É uma oportunidade perdida em que se estivéssemos atrás disso, e nós quisemos fazê-lo, e ele poderia ter sido bom". A coletânea contém canções de que a EMi detém o direitos autorais; todas as canções foram gravadas antes do sétimo álbum de estúdio da banda, In Rainbows (2007), já que a banda terminou seu contrato com a EMI em 2004, e assinu com outras gravadoras para futura distribuição.
| Críticas profissionais | Críticas profissionais |
| Avaliações da crítica  | Avaliações da crítica  |
| Fonte                  | Avaliação              |
| ---------------------- | ---------------------- |
| Allmusic               | [ 5 ]                  |
| NME                    | (8/10)                 |
| Pitchfork Media        | (4/10)                 |
| Rolling Stone          | [ 8 ]                  |
| The Times              | [ 9 ]                  |

## Lista de faixas
Todas as canções foram escritas por Radiohead.

### Disco 1
1. "Just" (de The Bends) – 3:54
2. "Paranoid Android" (de OK Computer) – 6:27
3. "Karma Police" (de OK Computer) – 4:24
4. "Creep" (de Pablo Honey) – 3:57
5. "No Surprises" (de OK Computer) – 3:49
6. "High and Dry" (de The Bends) – 4:20
7. "My Iron Lung" (de The Bends) – 4:36
8. "There There" (de Hail to the Thief) – 5:23
9. "Lucky" (de OK Computer) – 4:20
10. "Fake Plastic Trees" (de The Bends) – 4:52
11. "Idioteque"  (de Kid A) – 5:09
12. "2 + 2 = 5" (de Hail to the Thief) – 3:19
13. "The Bends" (de The Bends) – 4:04
14. "Pyramid Song" (de Amnesiac) – 4:51
15. "Street Spirit (Fade Out)" (de The Bends) – 4:12
16. "Everything in Its Right Place" (de Kid A) – 4:11
17. "You and Whose Army?" (de Amnesiac) (faixa bônus durante turnê no Japão, em 2008) – 3:11

- A versão do disco 1 nos Estados Unidos contém uma faixa bônus "Optimistic" (Edit), antes de "Fake Plastic Trees".[10] A ideia para sua inclusão foi que "Optimistic" foi tocado em uma versão alternativa de rádio nos Estados Unidos para promover o álbum Kid A — álbum sem qualquer single oficial, passando a atingir o top 10 nas paradas da Alternative Songs, sendo apenas uma de três canções de Radiohead.[11]

### Disco 2
1. "Airbag" (originalmente de OK Computer) – 4:47
2. "I Might Be Wrong" (de Amnesiac) – 4:52
3. "Go to Sleep" (de Hail to the Thief) – 3:22
4. "Let Down" (de OK Computer) – 4:59
5. "Planet Telex" (de The Bends) – 4:19
6. "Exit Music (For a Film)" (de OK Computer) – 4:27
7. "The National Anthem" (de Kid A) – 5:47
8. "Knives Out" (de Amnesiac) – 4:15
9. "Talk Show Host" (B-side de "Street Spirit (Fade Out)") – 4:39
10. "You" (de Pablo Honey) – 3:28
11. "Anyone Can Play Guitar" (de Pablo Honey) – 3:37
12. "How to Disappear Completely" (de Kid A) – 5:55
13. "True Love Waits" (Live in Los Angeles, 2001) (de I Might Be Wrong: Live Recordings) – 5:04

## Vídeo
1. "Creep" (dirigido por Brett Turnbull)
2. "Anyone Can Play Guitar" (dirigido por Dwight Clarke)
3. "Pop Is Dead" (dirigido por Dwight Clarke)
4. "Stop Whispering" (dirigido por Jeff Plansker)
5. "My Iron Lung" (dirigido por Brett Turnbull)
6. "High and Dry" (versão britânica) (dirigido por David Mould)
7. "High and Dry" (versão americana) (dirigido por Paul Cunningham)
8. "Fake Plastic Trees" (dirigido por Jake Scott)
9. "Just" (dirigido por Jamie Thraves)
10. "Street Spirit (Fade Out) (dirigido por Jonathan Glazer)
11. "Paranoid Android" (dirigido por Magnus Carlsson)
12. "Karma Police" (dirigido por Jonathan Glazer)
13. "No Surprises" (dirigido por Grant Gee)
14. "Pyramid Song" (dirigido por Shynola)
15. "Knives Out" (dirigido por Michel Gondry)
16. "I Might Be Wrong" (dirigido por Sophie Muller)
17. "Push Pulk"/"Like Spinning Plates" (dirigido por Johnny Hardstaff)
18. "There There" (dirigido por Chris Hopewell)
19. "Go to Sleep" (dirigido por Alex Rutterford)
20. "Sit Down. Stand Up." (dirigido por Ed Holdsworth)
21. "2 + 2 = 5" (Live at Belfort Festival) (dirigido por Fabien Raymond)

## Gráficos e certificações
| País/Parada (2008)                  | Melhor posição |
| ----------------------------------- | -------------- |
| Alemanha (Media Control Charts)     | 38             |
| Austrália (ARIA Charts)             | 10             |
| Áustria (Ö3 Austria Top 40)         | 23             |
| Bélgica (Ultratop 50 Flanders)      | 1              |
| Bélgica (Ultratop 40 Valônia)       | 3              |
| Canadá (Canadian Albums Chart)      | 19             |
| Dinamarca (Hitlisten)               | 16             |
| Espanha (PROMUSICAE)                | 23             |
| Estados Unidos (Billboard 200)      | 26             |
| Estados Unidos (Alternative Albums) | 6              |
| Estados Unidos (Digital Albums)     | 26             |
| Estados Unidos (Rock Albums)        | 10             |
| Finlândia (Suomen virallinen lista) | 35             |
| França (SNEP)                       | 39             |
| Grécia (IFPI Grécia)                | 15             |
| Itália (FIMI)                       | 7              |
| Irlanda (IRMA)                      | 1              |
| México (AMPROFON)                   | 39             |
| Noruega (VG-lista)                  | 17             |
| Nova Zelândia (RIANZ)               | 6              |
| Países Baixos (MegaCharts)          | 9              |
| Portugal (AFP)                      | 3              |
| Reino Unido (UK Albums Chart)       | 4              |
| Suíça (Schweizer Hitparade)         | 12             |

| País/Parada (2008)             | Melhor posição |
| ------------------------------ | -------------- |
| Estados Unidos (Billboard 200) | 81             |

| País              | Certificação |
| ----------------- | ------------ |
| Bélgica (BEA)     | Ouro         |
| França (SNEP)     | Ouro         |
| Irlanda (IRMA)    | Platina      |
| Polónia (ZPAV)    | Ouro         |
| Reino Unido (BPI) | Ouro         |